# Mikroregion Touškovsko
Mikroregion Touškovsko je svazek obcí v okresu Plzeň-sever, jeho sídlem je Město Touškov a jeho cílem je ekonomický rozvoj, rozvoj venkova, kvality života, ochrana životního prostředí, rozvoj cestovního ruchu a propagace regionu. Sdružuje celkem 7 obcí a byl založen v roce 2006.

## Obce sdružené v mikroregionu
- Město Touškov
- Újezd nade Mží
- Čeminy
- Chotíkov
- Bdeněves
- Kozolupy
- Vochov